# Bohemia Interactive
Bohemia Interactive ist ein Spieleentwickler und Hersteller professioneller Militär-Simulationen mit Sitz in Mníšek pod Brdy (südwestlich von Prag), Tschechische Republik. Das Unternehmen beschäftigt mehr als 30 Entwickler im Prager Studio. Bohemia Interactive wird vom Miteigentümer Marek Španěl geführt und ist Mitglied von IDEA Games.

## Spiele/Erweiterungen
- Operation Flashpoint: Cold War Crisis (Windows) – Juni 2001
- Operation Flashpoint: Gold Edition (Windows) – November 2001
- Operation Flashpoint: Resistance (Windows) – Juni 2002
- Operation Flashpoint: GOTY Edition (Windows) – November 2002
- Operation Flashpoint: Elite (Xbox) – Oktober 2005
- Arma: Armed Assault (weltweit) / Arma: Combat Operations (US) (Windows) – November 2006 (Tschechien/Deutschland)/Februar 2007 (EU)/Mai 2007 (US)
- Arma: Queen's Gambit (Windows) – September 2007 (EU)
- Arma 2 (Windows) – Juni 2009
- Arma 2: Operation Arrowhead (Windows) – Juni 2010
- Arma 2: British Armed Forces (Windows) – August 2010
- Arma 2: Private Military Company (Windows) – November 2010
- Arma 2: Firing Range (Android) – Juli 2011
- Arma 2: DayZ (Alpha-Version von Dean 'Rocket' Hall) (Windows) – Juni 2012
- Take On Helicopters (Windows) – Oktober 2011
- Arma 2: Army of the Czech Republic (Windows) – August 2012
- Carrier Command: Gaea Mission (Windows, Xbox) – September 2012
- Take on Mars (Windows) – August 2013
- Arma 3 (Windows, Linux) – September 2013
- DayZ (Standalone, Windows, Xbox One, PS4) – Dezember 2013
- Arma 3: Karts (DLC) - Mai 2014
- Arma 3: Helicopters (DLC)- November 2014
- Arma 3: Marksman (DLC) - April 2015
- Arma 3: Apex (DLC/Expansion)  - Juli 2016
- Arma 3: Jets (DLC) - Mai 2017
- Arma 3: Malden (DLC) - Juni 2017
- Arma 3: Laws of War (DLC) - September 2017
- Arma 3: Tac-Ops Mission Pack (DLC) - November 2017
- Ylands: (Windows) – Dezember 2017
- Arma 3: Tanks (DLC) - April 2018
- Arma 3: Creator DLC: Global Mobilization – Cold War Germany (DLC) – April 2019
- Arma 3: Contact (DLC) – Juli 2019
- Vigor (Xbox One, PS4, PS5, Switch) - August 2019
- Arma Reforger (Windows) – November 2023

## Professionelle Trainingssoftware
Im australischen Studio Bohemia Interactive Simulations werden die professionellen Militär-Simulationen der Reihe Virtual Battlespace entwickelt:
- VBS1 (Windows) – November 2006 – 2002, 2004 (weltweit)
- VBS2 (Windows) – April 2007 (weltweit)
- VBS3 (Windows) – November 2013 (Version 3.03) – Juni 2014 (Version 3.4 weltweit)

## Spielengines
Speziell für ihre Taktik-Shooter entwickelte BIS von 1997 bis 2001 die Real Virtuality Engine, die bis heute auf Version 4 angewachsen ist.
- Operation Flashpoint, VBS1 (Real Virtuality 1, 2001)
- Operation Flashpoint (XBOX), Armed Assault, VBS2 (Real Virtuality 2, 2005)
- Arma 2, Take On Helicopters, VBS2 v2.0, DayZ, Iron Front (Real Virtuality 3, 2009)
- Arma 3 (Real Virtuality 4, 2013)

Im Zuge der Entwicklung von DayZ entstand eine weitere, Enfusion genannte Engine. Sie dient seit 2022 als Basis für neue Titel des Studios. Arma Reforger verwendet als erstes Spiel der Arma-Serie die neue Engine und soll als Zwischenschritt auf dem Weg zu Arma 4 dienen.